# Doroteusz (Spasow)
Doroteusz, imię świeckie Donczo Iwanow Spasow (ur. w Kopriwszticy, zm. 15 sierpnia 1875 w Konstantynopolu) – bułgarski biskup prawosławny. 

## Życiorys
W młodym wieku wstąpił jako posłusznik do monasteru Chilandar we wspólnocie mniszej Athos, gdzie w 1847 złożył wieczyste śluby mnisze. Następnie został w tymże klasztorze wyświęcony na hierodiakona i hieromnicha. W 1850 został skierowany do prowadzenia pracy duszpasterskiej w Plewenie, we wrześniu tego samego roku otrzymał godność archimandryty i został protosynglem eparchii wraczańskiej, należącej ówcześnie do Patriarchatu Konstantynopolitańskiego. Jego przyjazd do Bułgarii przypadł na okres zaostrzania się konfliktu między bułgarskimi wiernymi a greckim wyższym duchowieństwem Patriarchatu. W nadziei na to, że bułgarski hierarcha będzie lepiej traktował Bułgarów niż biskup pochodzenia greckiego, wierni eparchii wybrali go na następcę biskupa Parteniusza, Greka. Jego chirotonia była możliwa dzięki przekazaniu przez jego ojca i brata sumy 100 tys., lub nawet 500 tys. groszy greckiemu metropolicie tyrnowskiemu Neofitowi.
Początkowo biskup Doroteusz działał na rzecz miejscowej społeczności prawosławnej, m.in. broniąc jej przed fałszywymi oskarżeniami miejscowego tureckiego sędziego. Następnie jednak zmienił swoją postawę. Wsparł greckiego metropolitę tyrnowskiego Neofita w sporze z miejscowymi wiernymi bułgarskimi, we Wracy wydał w ręce władz tureckich dwóch bułgarskich buntowników, nie zwracał pożyczonych sum pieniędzy. Mimo to w 1857 konflikt między nim a bułgarską społecznością Wracy wydawał się być zażegnany; w wymienionym roku przedstawiciele wraczańskich Bułgarów w liście do centralnych władz tureckich z prośbą o nadanie autonomii eparchiom na ziemiach bułgarskich pozytywnie oceniali działalność biskupa Doroteusza. Jednak już rok później wraczańscy wierni bezskutecznie starali się przekonać metropolitę tyrnowskiego Grzegorza do usunięcia Doroteusza, a następnie zwrócili się z analogiczną prośbą do patriarchy Konstantynopola.
Biskup Doroteusz został usunięty z katedry wraczańskiej dopiero w 1860, po wystąpieniu biskupa makariopolskiego Hilariona, który w czasie odprawianej Świętej Liturgii ostentacyjnie pominął imię patriarchy Konstantynopola w miejscu, gdzie powinien być wspominany zwierzchnik odpowiedniego autokefalicznego Kościoła. W wymienionym roku patriarcha Konstantynopola mianował go biskupem sofijskim. W roku następnym biskup Doroteusz wziął udział w soborze w Konstantynopolu, na którym patriarcha Joachim II obłożył anatemą biskupa makariopolskiego Hilariona, metropolitę weleskiego Awksencjusza oraz metropolitę płowdiwskiego Paisjusza. Obłożenie klątwą kościelną ostatniego z wymienionych nastąpiło z inicjatywy biskupa Doroteusza, który oskarżył go o sprzyjanie Bułgarom mimo greckiego pochodzenia. Swojemu wystąpieniu na soborze Doroteusz zawdzięczał nadanie godności metropolity.
Metropolita Doroteusz nie został w Sofii dobrze przyjęty przez bułgarskich wiernych, toteż przebywał nie w swojej stolicy biskupiej, a we wsi Berkowica. W 1868 hierarcha ogłosił zerwanie z Patriarchatem Konstantynopolitańskim i przyłączył się do bułgarskiego ruchu na rzecz utworzenia autokefalicznego Kościoła narodowego. Brał udział w I soborze Egzarchatu Bułgarskiego w 1871. Rok później został nominowany do objęcia katedry skopskiej, jednak nie mógł objąć władzy w eparchii z powodu braku zgody sułtana. W związku z tym w 1873 wyjechał do Odrinu, gdzie zdobył respekt miejscowej społeczności bułgarskiej, wyświęcając grupę nowych kapłanów i otwierając bułgarską cerkiew św. św. Konstantyna i Heleny. Gdy wyszło na jaw, że Doroteusz prowadził pracę duszpasterską niezgodnie z ustaleniami firmanu tworzącego Egzarchat Bułgarski (zezwalał on biskupom bułgarskim jedynie na ściśle wydzielonych obszarach zamieszkanych przez Bułgarów, nie zaś na terenach, gdzie żyli i prawosławni Bułgarzy, i Grecy), musiał wyjechać do Konstantynopola. W 1874 sułtan ostatecznie zgodził się na objęcie przez niego eparchii skopskiej, jednak na miejscu wierni nie zaakceptowali osoby nowego biskupa. W eparchii doszło do rozłamu – część ludności domagała się pozostawienia na katedrze dotychczasowego biskupa Cyryla. W tej sytuacji metropolita Doroteusz poprosił w 1875 o zwolnienie z katedry i udał się do Konstantynopola, gdzie zmarł jako hierarcha pozostający w stanu spoczynku. Został pochowany w bułgarskiej cerkwi św. Stefana.